# Sleedoornmijt
De sleedoornmijt (Eriophyes prunispinosae) is een galmijt die leeft monofaag op Rosaceae en komt met name voor op Prunus. Het veroorzaakt gallen op deze plant. 

## Verspreiding
Eriophyes prunispinosae komt alleen voor in Europa.

## Trivia
Sommige bronnen beschouwen Eriophyes similis en Eriophyes prunispinosae als synoniem van elkaar, terwijl andere bronnen dit als twee aparte soorten zien.